# Peter Friedrich Bouché
Peter Friedrich Bouché (15 de febrero de 1785, Berlín - 3 de abril de 1856, ibíd.) fue un botánico y entomólogo alemán. Sus colecciones se hallan en el Instituto Germano de Entomología.

## Abreviatura (zoología)
La abreviatura Börner  se emplea para indicar a Peter Friedrich Bouché como autoridad en la descripción y taxonomía en zoología.

- Datos: Q73236
- Especies: Peter Friedrich Bouché